# Stanley G. Weinbaum
Pour les articles homonymes, voir Weinbaum.
Œuvres principales
- A Martian Odyssey
- The Adaptive Ultimate (She Devil)
- La Flamme noire

Stanley Grauman Weinbaum, né le 4 avril 1902 et mort le 14 décembre 1935 , est un écrivain américain de science-fiction.

## La vie et les œuvres de Stanley G. Weinbaum
Né dans le Kentucky, il va à l'école à Milwaukee, dans le Wisconsin. Il entre ensuite à l'Université du Wisconsin, y étudie le génie chimique, mais n'en sort pas diplômé. Il y fréquente Charles A. Lindbergh, qui, comme lui, n'obtient pas son diplôme. À la suite d'un pari, Weinbaum passe un examen à la place d'un ami et il est découvert ; il refuse de réintégrer l'université en 1923.
À Milwaukee, il participe aux réunions des « Milwaukee Fictioneers », un groupe d'une vingtaine d'écrivains à temps plein ou à mi-temps, parmi lesquels on trouve Robert Bloch, Ralph Milne Farley (avec qui il collabore à plusieurs reprises), Ray Palmer (en), qui fut plus tard promu rédacteur en chef d’Amazing.
Bien qu'il ait commencé à écrire très jeune, sa carrière littéraire est courte, mais néanmoins influente. Sa première histoire, Odyssée martienne, est très remarquée lors de sa parution en juillet 1934 dans Wonder Stories. Elle décrit pour la première fois un extraterrestre résolument sympathique et sans agressivité, mais parfaitement non-humain, Tweel. Isaac Asimov considérait cette nouvelle comme l'une des trois histoires qui ont changé la science-fiction, « Une histoire à la John W. Campbell, avant Campbell ». Et de fait, Tweel est sans doute la première créature de la science-fiction à satisfaire la proposition de Campbell : « une créature qui pense aussi bien qu'un homme, ou même mieux qu'un homme, mais pas comme un homme ».
La plupart de ses textes sont publiés dans les années trente par des magazines comme Astounding, Wonder Stories Magazine, ou le fanzine Fantasy Magazine (qui succède à Science Fiction Digest). Une Esquisse Autobiographique de Stanley G. Weinbaum paraît dans le numéro de juin 1935 de Fantasy Magazine. C'est l'un des deux textes où il fait référence à Charles A. Lindbergh. Weinbaum contribue également à la rédaction d'un histoire à auteurs multiples (« round-robin »), The Challenge From Beyond, qui paraît dans le numéro de septembre 1935 de Fantasy Magazine.
Au moment de sa mort, Weinbaum est en train de rédiger un roman (hors du champ de la science-fiction), qui reste inachevé, Three Who Danced. Dans cette histoire, le Prince de Galles assiste à un bal dans une obscure communauté américaine, et il décide de danser avec trois jeunes filles du lieu, choisissant chacune d'elles pour une raison différente. Le reste du roman conte la manière dont la vie de chacune d'elles est modifiée (pour le meilleur ou le pire) en conséquence de l'intérêt inattendu qu'elle a suscité chez le Prince.
Un film est tiré en 1957 de sa nouvelle L'Ultime Adaptation, sous le titre She Devil, avec Mari Blanchard, Jack Kelly et Albert Dekker.
Weinbaum a aussi écrit trois romans dont le plus connu, La Flamme noire, paraît en 1948 au Rayon Fantastique, dans une traduction de Georges H. Gallet, reprise en 1952 chez Albin Michel. Il y décrit une société post-apocalyptique, et le roman se compose de deux histoires, « L'Aube de la Flamme » et « La Flamme noire », qui mettent en scène, à deux époques très distantes, le personnage de Margaret d'Urbs. Dans la première partie, Weinbaum fait une référence malicieuse à Charles A. Lindbergh, estimant qu'il n'a jamais existé. La seconde partie, qui semble-t-il a été rédigée avant la première, paraît en version abrégée dans les magazines américains connus sous le nom de « pulps ».
En 1993, une copie carbone du manuscrit de la version « longue » est retrouvée, avec bon nombre des manuscrits de Stanley Weinbaum, dans un coffre conservé à Denver, Colorado, par le petit-fils de sa veuve. Cette version est rééditée aux États-Unis, sans la première partie. Le coffre de Denver a été confié par sa veuve, Margaret Weinbaum Kay, à la Temple University de Philadelphie, qui en assure la conservation. La donation comprend plusieurs manuscrits jamais publiés, dont celui de Three Who Danced, ainsi que plusieurs histoires inédites (des histoires d'amour, de la fiction et de la non-fiction). La photographie qui figure en tête provient également de ce coffre.
Weinbaum est mort d'un cancer dix-huit mois après la parution d’Odyssée martienne. En 1973 on a donné son nom à un cratère de la planète Mars.

## Le système solaire de Stanley Weinbaum
Toutes les histoires interplanétaires de Weinbaum (il en a écrit neuf et esquissé une dixième, terminée après sa mort par sa sœur, Helen Weinbaum) se déroulent dans un système solaire paraissant cohérent à l'aune des connaissances scientifiques des années 1930. Les Martiens semblables à des oiseaux de L'Odyssée Martienne et de La Vallée des Rêves, par exemple, sont aussi mentionnés dans Le Cairn de la Rédemption, et les « trioptes » vénusiens qui apparaissent dans La Planète Parasite et les « lotophages » sont aussi mentionnés dans La Lune Folle. Dans le système solaire de Weinbaum, conformément aux connaissances de l'époque, les géantes gazeuses rayonnent assez de chaleur pour réchauffer leurs satellites et les faire bénéficier de températures proches de celles de la Terre. Par suite, on trouve des environnements habitables sur Io, Europe, Titan, et même sur Uranus. Mars et Vénus Vénus ressemblent suffisamment à la Terre pour que des êtres humains puissent s'y déplacer sans protection.

## Œuvres

### Romans
- The Lady Dances (1933, King Features Syndicate), sous le pseudonyme de Marge Stanley)
- Without Love (1933, non publié)
- Three Who Danced (1935, non publié)
- Mistress Of Money (1934, non publié)
- Girl in Love (non publié)
- Don't tell Tony (non publié)
- The Love Mode (non publié)
- She Tried to be Bad (non publié)
- For Love or Money (non publié)
- Le Nouvel Adam (The New Adam, 1939, écrit vers 1926) Astounding Stories
- Le Cerveau fou (The Dark Other ou The Mad Brain, 1950 [Fantasy Press], écrit vers 1927-1928)
- La Flamme noire (The Black Flame, roman en deux parties) (1948-1952 pour la traduction française puis édition intégrale restaurée 2007)

### Romans courts («novellas»)
- La Flamme noire
  1. L'Aube de la flamme Thrilling Wonder Stories juin 1939
  2. La Flamme noire Startling Stories janvier 1939

### Nouvelles («short stories»)
- Odyssée martienne, éd. Wonder Stories, juillet 1934.
- La Vallée des rêves (Valley Of Dreams (en)) Wonder Stories novembre 1934.
- L'Ultime Adaptation, Astounding, novembre 1935 (sous le pseudonyme de John Jessel).
- Au bord de l'infini, Thrilling Wonder, décembre 1936.
- Le Cercle de zéro, Thrilling Wonder Stories, octobre 1936.
- Fuite sur Titan (Flight on Titan (en)), 1/35 Astounding Magazine, janvier 1935.
- L'Idéal, Wonder Stories, septembre 1935.
- Les Lotophages (Les mangeurs de lotus) (The Lotus Eaters), Astounding, Magazine avril 1935.
- La Lune folle (The Mad Moon (en)) Astounding Magazine, décembre 1935.
- La Planète parasite (Parasite Planet (en)) Astounding Magazine février 1935.
- La Planète du doute (The Planet of Doubt (en)), éd. Astounding Magazine, octobre 1935.
- Le Point de vue, Wonder Stories, janvier 1936.
- L'Île de protée, Astounding, Magazine août 1936.
- Les Lunettes de Pygmalion, éd. Wonder Stories, juin 1935.
- La Péri rouge (The Red Peri (en)) Astounding Magazine novembre 1935.
- Le Cairn de la rédemption (Redemption Cairn (en)) Astounding mars 1936.
- La Révolution of 1950, également paru aux États-Unis sous les titres The dictator's daughter, The dictator et Revolution of 1960 (dans une édition de… 1950), Amazing Stories (avec Roger Sherman Hoar sous le pseudonyme de Ralph Milne Farley), octobre-novembre 1938.
- Shifting Seas, Amazing Stories, avril 1937.
- Smothered Seas, Astounding Magazine, janvier 1936.
- Marées de Lune (Tidal Moon (en)) Thrilling Wonder Stories décembre 1938 (écrit par Helen Weinbaum, sa sœur, sur la base d'un canevas de Stanley).
- Les Mondes du si, éd. Wonder Stories, août 1935.

### Synopsis
- Sensation Girl

### Poèmes
- Graph Fantasy Magazine septembre 1936

### Autres Textes
- The Lost Battle, The Mercury (1917)
- Esquisse Autobiographique de Stanley G. Weinbaum, Fantasy Magazine juin 1935
- The Challenge from Beyond, Fantasy Magazine septembre 1935 : round-robin littéraire en collaboration avec Murray Leinster, Edward E. Smith, Donald Wandrei et Harl Vincent.
- Yellow Slaves, True Gang Life février 1936 (avec Roger Sherman Hoar sous le pseudonyme de Ralph Milne Farley)
- The King's Watch, ou The Green Glow of Death, ou encore Murder on the High Seas, republié par erreur en 1994 par Eric Leif Davin, qui croyait que l'histoire ne l'avait jamais été, avec une introduction de Robert Bloch, dont c'est le tout dernier écrit. Publication initiale inconnue, publié dans Crack Detective and Mystery Stories en juillet 1957.

### Anthologies
Anthologies française des histoires de Weinbaum:
- Une Odyssée Martienne et Autres Histoires de Science-Fiction, Les Éditions de l'Âge d'Or, 2007.
- La Péri Rouge et Autres Histoires de Science-Fiction, Les Éditions de l'Âge d'Or, 2007.
- Une Odyssée Martienne (intégrale des nouvelles), Éditions Coda, 2008

Anthologies américaines des histoires de Weinbaum:
- The Best of Stanley G. Weinbaum, Ballantine, 1974
- Dawn of Flame: The Stanley G. Weinbaum Memorial Volume, Conrad H. Ruppert, 1936
- A Martian Odyssey and Other Science Fiction Tales, Hyperion Press, 1974
- A Martian Odyssey and Others, Fantasy Press, 1949
- A Martian Odyssey and Other Classics of Science Fiction, Lancer, 1962
- The Red Peri, Fantasy Press, 1952

Anthologies britanniques des histoires de Weinbaum:
- The Black Heart, Leonaur Publishing, 2006
- Interplanetary Odysseys, Leonaur Publishing, 2006
- Other Earths, Leonaur Publishing, 2006
- Strange Genius, Leonaur Publishing, 2006

## Autres médias
- 1948 : Studio One (série tv) "Kyra Zelas"
- 1952 : Tales of Tomorrow (série tv) saison 1 épisode 38 "The Miraculous Serum"
- 1955 : Science Fiction Theatre, saison 1 épisode 33 Beyond Return
- 1957 : She Devil de Kurt Neumann avec Jack Kelly & Mari Blanchard d'après The Adaptive Ultimate

## Œuvres de Stanley G. Weinbaum disponibles en langue anglaise
Sous forme de textes :
- Project Gutenberg en Australie
- A Martian Odyssey
- Valley of Dreams
- The Mad Moon
- Parasite Planet
- The Lotus Eaters
- The adaptive Ultimate
- The Worlds of If
- The Ideal
- The Point of View
- The Circle of Zero
- Shifting Seas
- Proteus Island
- The Brink of Infinity
- Tidal Moon
- Pygmalion's Spectacles
- Redemption Cairn

En format audio :
- Dawn of Flame

## Hommages
L'astéroïde (196540) Weinbaum porte son nom.

### Sources
- Le film 'She Devil' sur l'Internet Movie Data Base
- Courte biographie de Stanley G. Weinbaum par Tachyon Publications
- Courte biographie par George C. Willick
- Bibliographie par George C. Willick
- Couverture du numéro 15 de Avon Fantasy Reader illustrant "The Man, the Maid, and the temptation of Saturn" (Flight on Titan). Voir le site de l'association Noosfere

### Œuvres disponibles en français
- La Flamme Noire
- Le Nouvel Adam
- Une Odyssée Martienne, et Autres Histoires de Science-Fiction
- La Péri Rouge, et Autres Histoires de Science-Fiction
- Une odyssée martienne, (intégrale des nouvelles), Éditions Coda, 2008
- Le nouvel Adam, roman, Éditions Coda, 2008

### Œuvres disponibles en anglais
- The Black Flame (version longue, n'incluant pas Dawn of Flame) par Tachyon Publications, épuisée
- Les œuvres de Stanley G. Weinbaum rééditées en anglais chez Leonaur Éditions
  - Interplanetary Odysseys
  - Other Earths
  - Strange Genius
  - The Black Heart